# Mikołaj Torosiewicz
Mikołaj Torosiewicz (zm. w sierpniu 1911 w Truskawcu) – poseł do Sejmu Krajowego Galicji VI, VII kadencji i VIII kadencji (1889–1907), właściciel dóbr Putiatyńce koło Rohatyna.

## Życiorys
Wybrany do Sejmu Krajowego z IV kurii okręgu wyborczego Rohatyn. W 1903 roku  wybrany posłem z I kurii  VIII kadencji z okręgu Brzeżany na miejsce Stanisława Wybranowskiego. Zmarł w Truskawcu. Pogrzeb odbył się w Putiatyńcach.